# 陳穆 (明朝)
陳穆（1508年—？），字舜賓，浙江寧波府鄞縣人，匠籍，明朝政治人物。

## 生平
嘉靖十六年（1537年）丁酉科浙江鄉試第一名。嘉靖十七年（1538年）聯捷會試二百九名，第二甲第七十八名進士。官工部主事，管理徐州河道。

## 著作
有《修鑿徐州中洪記畧》一文傳世。見《欽定四庫全書》史部十一「河防一覽」卷六。

## 家族
曾祖陳尚文；祖父陳悌；父陳璘，壽官。母鍾氏。严侍下。